# Vollfilterung

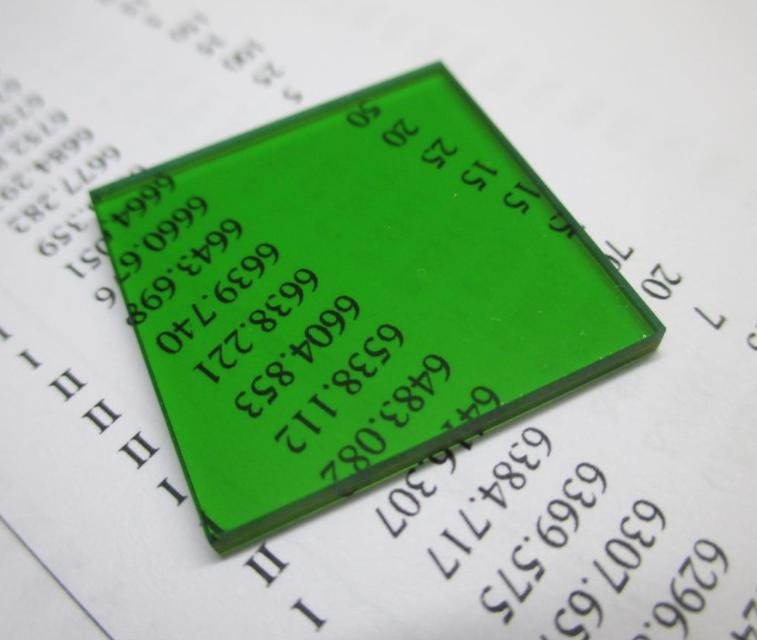
Vollfilter, hergestellt durch vollflächiges Verkitten von optischen Farbglasfiltern; Einsatz in regulären Photometermessköpfen.

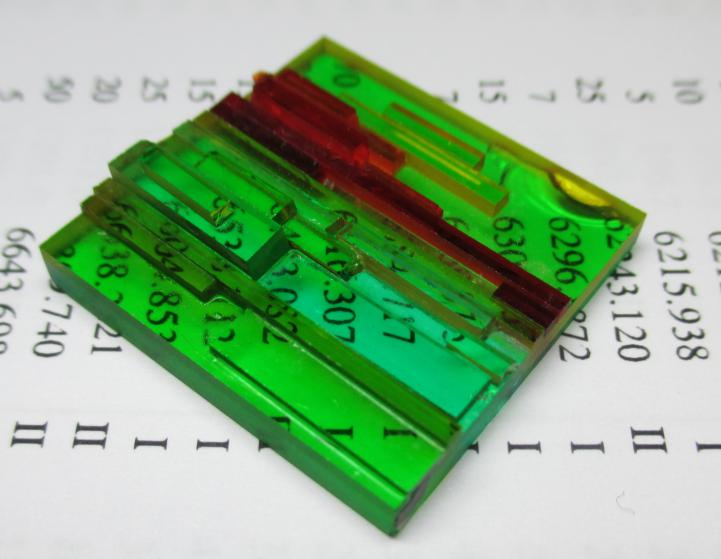
Partialfilter, hergestellt durch Aufkitten von optischen Farbglasfiltern auf Teilflächen; Einsatz ausschließlich in hochwertigen Photometermessköpfen.

Die Vollfilterung ist eine Fertigungsart von optischen Filtern, die hauptsächlich in Photometer-Messköpfen verwendet werden. Sie unterscheidet sich erheblich von der Partialfilterung, die weitaus seltener verwendet wird. Das Filter selbst wird in Verbindung mit einer Si-Photodiode als Licht- oder Strahlungsempfänger verwendet. Gemeinsam ermöglichen sie bspw. die Messung der Bestrahlungsstärke in Lux oder ähnlicher Größen. Mathematisch gesehen handelt es sich hierbei im Wesentlichen um eine Faltung der (spektralen) Transmissionsgrade der (miteinander verkitteten) Glasfilter sowie des (spektralen) Absorptionsgrads der Photodiode.
Verwendung am Beispiel des Lichtstärke-Messkopfes:
Filter beeinflussen die spektrale Charakteristik des Messkopfes, primär die des Detektors. Während ein Lichtstärke-Messkopf aus einer Si-Photodiode, einem Vollfilter, ggf. Streuscheibe, ggf. Thermostatisierung sowie einer Umhausung besteht, bestimmen alle Komponenten, die sich zwischen Emitter (bspw. Lichtquelle) und der Si-Photodiode befinden, die spektrale Charakteristik. Ziel der Anpassung (Anzahl, Art und Stärke der Glasfilter) ist es, den Anforderungen der CIE hinsichtlich der spektralen Anpassung möglichst nahezukommen und den Fehler (spectral mismatch) zu minimieren. Die Güte der Anpassung (der sog. f1'-Fehler) des Messkopfes bestimmt direkt die Qualität des Messkopfes und somit das Messergebnis (Unsicherheit des Messergebnisses).

## Aufbau
In Vollfilterung erstellte Filterpakete, bestehen aus 1 bis 4 Glassorten unterschiedlicher Stärke, die verkittet werden und größer ausfallen als der Durchmesser/Fläche der nachgestellten Si-Photodiode. Beispielsweise werden Photodioden mit ca. 11,3 mm Durchmesser in Verbindung mit 15 mm (freier Apertur) Vollfilter verwendet, um Photometerköpfe mit 1 cm² aktiver Fläche herzustellen. Die Glassorten sind typischerweise Schott-Farbglasfilter, die im Zusammenspiel mit der Photodiode eine möglichst gute Anpassung an die zu erreichende Wirkfunktion ergeben.

## Typische Vorteile
- höhere Empfindlichkeit durch Entfall der Homogenisierungs-Streuscheibe
- geringere Kosten durch weniger Material
- geringere Kosten durch identischen (reproduzierbaren) Aufbau

## Typische Nachteile
- weniger gute f1'-Anpassung (typ. 4 %, besser 1,5 % Fehlanpassung)
- höhere Messunsicherheit (mit erheblichen Mehrkosten in Prozessfolgeschritten)